# Rompiente
Rompiente es el tercer álbum de estudio de la banda argentina de rock alternativo Cirse, lanzado de forma independiente el 23 de agosto de 2013. Es el primer lanzamiento en incluir a Christian Bonelli en la guitarra rítmica y a Martín Magliano en la batería.

## Antecedentes
Entre abril y mayo de 2013, la banda entró al estudio a grabar su tercer álbum de estudio. Sobre el proceso del álbum, Gabriel Leopardi le dijo a El Litoral: «lo encaramos de un modo más natural, pero al mismo tiempo con el objetivo de hacer el mejor trabajo de rock que podamos dar. Sin pensar tanto en la cantidad de elementos ni en la complejidad, nos centramos en la contundencia y la dinámica que se presenta en vivo», afirmando que «este disco define lo que es Cirse».

## Lista de canciones
| N.º   | Título          | Duración |  |
| 1.    | «Miedos»        | 3:29     |  |
| 2.    | «Desinféctame»  | 3:06     |  |
| 3.    | «Rompiente»     | 3:37     |  |
| 4.    | «Sueños»        | 3:32     |  |
| 5.    | «Desde adentro» | 3:16     |  |
| 6.    | «Apuesta»       | 3:28     |  |
| 7.    | «Ritual»        | 3:16     |  |
| 8.    | «Por Tu Bien»   | 3:44     |  |
| 9.    | «Hoy»           | 3:07     |  |
| 10.   | «Dejarte ir»    | 3:04     |  |
| 11.   | «Inocencia»     | 4:42     |  |
| 41:21 |                 |          |  |

## Créditos
Cirse
- Luciana Segovia: voz
- Gabriel Leopardi: guitarra, coros
- Sebastián Leopardi: bajo, coros
- Christian Bonelli: guitarra rítmica
- Martín Magliano: batería

Producción
- Martín Herrero: productor, grabación, mezcla, masterización
- José Maradei: grabación
- Leonardo Licitra: técnico